# Copa João Havelange
Die Copa João Havelange war die 44. Spielzeit der höchsten brasilianischen Fußballliga, der Série A. Die Meisterschaft wurde nicht vom nationalen Verband CBF ausgerichtet, sondern vom Clube dos 13.

## Hintergrund
Die Vereine Botafogo FR und SC Internacional hatten beim Sportgericht erfolgreich gegen Spielergebnisse wegen Unregelmäßigkeiten geklagt. Durch die Entscheidung des Sportgerichts hätte der SE Gama absteigen müssen. Dieser legte daraufhin Klage bei einem Zivilgericht ein und bekam vor diesem Recht. Die FIFA bestand dann auf Ausschluss des SE Gama von der brasilianischen Meisterschaft, weil diese vor einem Zivilgericht geklagt hatten. Der CBF sah sich daher außerstande den Meisterschaftswettbewerb auszurichten. Dieses übernahm daraufhin der Clube dos 13. Benannt wurde der Wettbewerb nach João Havelange, dem ehemaligen Vorsitzenden des nationalen Fußballverbandes CBF und Vorsitzendem der FIFA.

## Saisonverlauf
Die Série A startete am 29. Juli 2000 in ihre neue Saison und endete am 18. Januar 2001. Teilgenommen haben alle Vereine, die in der Saison 1999 in den Ligen A, B und C antraten. Eingeteilt wurden die Mannschaften in vier Gruppen:
- die blaue Gruppe mit 25 Vereinen der Série A
- die gelbe Gruppe mit 36 Vereinen aus der Série B und C
- die grüne Gruppe mit 28 Vereinen der Série C
- die weiße Gruppe mit 27 Vereinen der Série C.

Während des Wettbewerbs traten zunächst die Vereine der jeweiligen Gruppen gegeneinander an, um die sechzehn Teilnehmer einer Endrunde zu ermitteln. In dieser wurden in einer K.-o.-Runde die Teilnehmer für das Finale ermittelt. Das Finale wurde dann in Hin- und Rückspielen ausgetragen. Die Abschlusstabelle inklusive der Ergebnisse aus den K.-o.-Spielen wurde zur Festlegung der Qualifikation für die internationalen Wettbewerbe herangezogen.
Im Zuge des Finalhinspiels kam es zu einem Unglück im Stadion. Das Spiel musste abgebrochen werden und wurde drei Tage später fortgesetzt.
Nach der Saison wurden wie jedes Jahr Auszeichnungen an die besten Spieler des Jahres vergeben. Der „Goldene Ball“, vergeben von der Sportzeitschrift Placar, ging an Romário vom Meister CR Vasco da Gama. Torschützenkönig mit 19 Treffern wurde Adhemar vom AD São Caetano.

## Blaue Gruppe
In der Gruppe spielten alle Mannschaften einmal gegeneinander. Die besten zwölf Mannschaften qualifizierten sich für die Endrunde.
| Pl. | Verein               | Sp. | S  | U | N  | Tore    | Diff. | Punkte |
| --- | -------------------- | --- | -- | - | -- | ------- | ----- | ------ |
| 1.  | Cruzeiro EC          | 24  | 12 | 9 | 3  | 046:270 | +19   | 45     |
| 2.  | Sport Recife         | 24  | 12 | 6 | 6  | 046:270 | +19   | 42     |
| 3.  | Fluminense FC        | 24  | 12 | 6 | 6  | 045:310 | +14   | 42     |
| 4.  | Goiás EC             | 24  | 11 | 8 | 5  | 041:290 | +12   | 41     |
| 5.  | CR Vasco da Gama     | 24  | 11 | 6 | 7  | 036:370 | −1    | 39     |
| 6.  | FC São Paulo         | 24  | 10 | 9 | 5  | 046:360 | +10   | 39     |
| 7.  | AA Ponte Preta       | 24  | 11 | 5 | 8  | 049:370 | +12   | 38     |
| 8.  | Athletico Paranaense | 24  | 11 | 5 | 8  | 032:280 | +4    | 38     |
| 9.  | SC Internacional     | 24  | 10 | 8 | 6  | 034:250 | +9    | 38     |
| 10. | Grêmio FBPA          | 24  | 10 | 7 | 7  | 037:310 | +6    | 37     |
| 11. | SE Palmeiras         | 24  | 10 | 7 | 7  | 029:300 | −1    | 37     |
| 12. | EC Bahia             | 24  | 10 | 6 | 8  | 032:310 | +1    | 36     |
| 13. | Guarani FC           | 24  | 9  | 8 | 7  | 029:290 | ±0    | 35     |
| 14. | FC Santos            | 24  | 9  | 6 | 9  | 038:310 | +7    | 33     |
| 15. | CR Flamengo          | 24  | 9  | 6 | 9  | 042:370 | +5    | 33     |
| 16. | Botafogo FR          | 24  | 9  | 5 | 10 | 031:350 | −4    | 32     |
| 17. | Portuguesa           | 24  | 9  | 5 | 10 | 034:430 | −9    | 32     |
| 18. | EC Vitória           | 24  | 9  | 4 | 11 | 044:400 | +4    | 31     |
| 19. | América Mineiro      | 24  | 7  | 6 | 11 | 026:350 | −9    | 27     |
| 20. | Atlético Mineiro     | 24  | 7  | 6 | 11 | 031:420 | −11   | 27     |
| 21. | EC Juventude         | 24  | 7  | 5 | 12 | 027:360 | −9    | 26     |
| 22. | SE Gama              | 24  | 6  | 4 | 14 | 022:390 | −17   | 22     |
| 23. | Coritiba FC          | 24  | 5  | 6 | 13 | 013:260 | −13   | 21     |
| 24. | SC Corinthians (M)   | 24  | 4  | 4 | 16 | 026:460 | −20   | 16     |
| 25. | Santa Cruz FC        | 24  | 3  | 7 | 14 | 018:510 | −33   | 16     |

| (M) | Meister des Vorjahres |

## Gelbe Gruppe
In der Gruppe spielten die Mannschaften in zwei Gruppen je achtzehn gegeneinander. Die jeweils besten Mannschaften qualifizierten sich für eine K.-o.-Runde in dieser Gruppe. Die beiden Finalteilnehmer sowie der Sieger des Spiels um den dritten Platz qualifizierten sich für die Endrunde.

### Gelbe Gruppe A
| Pl. | Verein            | Sp. | S  | U  | N  | Tore    | Diff. | Punkte |
| --- | ----------------- | --- | -- | -- | -- | ------- | ----- | ------ |
| 1.  | AD São Caetano    | 17  | 11 | 4  | 2  | 040:190 | +21   | 37     |
| 2.  | Figueirense FC    | 17  | 8  | 7  | 2  | 025:130 | +12   | 31     |
| 3.  | Paraná Clube      | 17  | 8  | 5  | 4  | 018:110 | +7    | 29     |
| 4.  | Botafogo FC (SP)  | 17  | 8  | 4  | 5  | 027:150 | +12   | 28     |
| 5.  | Criciúma EC       | 17  | 7  | 5  | 5  | 019:180 | +1    | 26     |
| 6.  | SER Caxias        | 17  | 6  | 8  | 3  | 029:260 | +3    | 26     |
| 7.  | Bangu AC          | 17  | 6  | 6  | 5  | 025:230 | +2    | 24     |
| 8.  | Avaí FC           | 17  | 5  | 9  | 3  | 027:210 | +6    | 24     |
| 9.  | Joinville EC      | 17  | 5  | 7  | 5  | 019:170 | +2    | 22     |
| 10. | America FC (RJ)   | 17  | 5  | 6  | 6  | 018:200 | −2    | 21     |
| 11. | Americano FC (RJ) | 17  | 4  | 8  | 5  | 017:220 | −5    | 20     |
| 12. | União São João EC | 17  | 3  | 11 | 3  | 020:210 | −1    | 20     |
| 13. | XV de Piracicaba  | 17  | 5  | 4  | 8  | 021:270 | −6    | 19     |
| 14. | CN Marcílio Dias  | 17  | 4  | 7  | 6  | 017:230 | −6    | 19     |
| 15. | CA Bragantino     | 17  | 2  | 11 | 4  | 016:210 | −5    | 17     |
| 16. | Grêmio Brasil     | 17  | 4  | 3  | 10 | 017:250 | −8    | 15     |
| 17. | Villa Nova AC     | 17  | 3  | 6  | 8  | 018:270 | −9    | 15     |
| 18. | Londrina EC       | 17  | 2  | 3  | 12 | 008:320 | −24   | 09     |

### Gelbe Gruppe B
| Pl. | Verein               | Sp. | S  | U | N  | Tore    | Diff. | Punkte |
| --- | -------------------- | --- | -- | - | -- | ------- | ----- | ------ |
| 1.  | Fortaleza EC         | 17  | 10 | 5 | 2  | 038:250 | +13   | 35     |
| 2.  | São Raimundo EC (AM) | 17  | 9  | 3 | 5  | 032:240 | +8    | 30     |
| 3.  | Sampaio Corrêa FC    | 17  | 9  | 3 | 5  | 023:240 | −1    | 30     |
| 4.  | Náutico Capibaribe   | 17  | 8  | 4 | 5  | 022:160 | +6    | 28     |
| 5.  | Paysandu SC          | 17  | 8  | 4 | 5  | 022:170 | +5    | 28     |
| 6.  | AA Anapolina         | 17  | 7  | 7 | 3  | 024:140 | +10   | 28     |
| 7.  | Clube do Remo        | 17  | 7  | 5 | 5  | 023:210 | +2    | 26     |
| 8.  | CRB                  | 17  | 6  | 8 | 3  | 025:190 | +6    | 26     |
| 9.  | SD Serra FC          | 17  | 7  | 4 | 6  | 026:220 | +4    | 25     |
| 10. | ABC Natal            | 17  | 6  | 5 | 6  | 026:240 | +2    | 23     |
| 11. | Ríver AC             | 17  | 6  | 4 | 7  | 023:230 | ±0    | 22     |
| 12. | América FC (RN)      | 17  | 5  | 6 | 6  | 024:230 | +1    | 21     |
| 13. | Ceará SC             | 17  | 5  | 6 | 6  | 020:190 | +1    | 21     |
| 14. | CSA                  | 17  | 6  | 2 | 9  | 022:290 | −7    | 20     |
| 15. | Nacional FC (AM)     | 17  | 5  | 4 | 8  | 034:370 | −3    | 19     |
| 16. | Ferroviária          | 17  | 5  | 1 | 11 | 019:420 | −23   | 16     |
| 17. | Vila Nova FC         | 17  | 2  | 5 | 10 | 020:250 | −5    | 11     |
| 18. | CA Bandeirante       | 17  | 1  | 6 | 10 | 016:350 | −19   | 09     |

### K.-o.-Runde Gelbe Gruppe

#### Achtelfinale
|                    | Gesamt |                      | Hinspiel | Rückspiel |
| ------------------ | ------ | -------------------- | -------- | --------- |
| SER Caxias         | 3:1    | Sampaio Corrêa FC    | 2:0      | 1:1       |
| Clube do Remo      | 5:3    | Figueirense FC       | 4:1      | 1:2       |
| Paraná Clube       | 3:0    | AA Anapolina         | 1:0      | 2:0       |
| Bangu AC           | 4:3    | São Raimundo EC (AM) | 2:1      | 2:2       |
| Náutico Capibaribe | 2:1    | Criciúma EC          | 2:1      | 0:0       |
| AD São Caetano     | 5:2    | CRB                  | 1:1      | 4:1       |
| Paysandu SC        | 4:2    | Botafogo FC (SP)     | 3:0      | 1:2       |
| Fortaleza EC       | 3:2    | Avaí FC              | 2:0      | 1:2       |

#### Viertelfinale
|                | Gesamt |                    | Hinspiel | Rückspiel |
| -------------- | ------ | ------------------ | -------- | --------- |
| Clube do Remo  | 4:2    | SER Caxias         | 1:2      | 3:0       |
| Paraná Clube   | 5:1    | Bangu AC           | 3:0      | 2:1       |
| AD São Caetano | 6:3    | Náutico Capibaribe | 0:1      | 6:2       |
| Paysandu SC    | 2:0    | Fortaleza EC       | 1:0      | 1:0       |

#### Halbfinale
|              | Gesamt |                | Hinspiel | Rückspiel |
| ------------ | ------ | -------------- | -------- | --------- |
| Paraná Clube | 2:1    | Clube do Remo  | 0:0      | 2:1       |
| Paysandu SC  | 5:6    | AD São Caetano | 1:1      | 4:5       |

#### Spiel um den dritten Platz
|             | Gesamt |               | Hinspiel | Rückspiel |
| ----------- | ------ | ------------- | -------- | --------- |
| Paysandu SC | 3:4    | Clube do Remo | 2:3      | 1:1       |

#### Finale
|                | Gesamt |              | Hinspiel | Rückspiel |
| -------------- | ------ | ------------ | -------- | --------- |
| AD São Caetano | 2:4    | Paraná Clube | 1:1      | 1:3       |

## Gruppen Grün und Weiß
In den Gruppen spielten die Mannschaften über verschiedene Gruppen solange gegeneinander, bis ein Sieger aus einem Finale feststand. Dieser qualifizierte sich für die Endrunde.

### 1. Runde Grün und Weiß
In der ersten Runde traten die Mannschaften in Gruppen von sechs bis sieben Mannschaften gegeneinander an. Die jeweils drei Gruppenersten qualifizierten sich für die zweite Ausscheidungsrunde in diesen Gruppen.

#### 1. Runde Modul Grün
Gruppe A
| Pl. | Verein           | Sp. | S | U | N  | Tore    | Diff. | Punkte |
| --- | ---------------- | --- | - | - | -- | ------- | ----- | ------ |
| 1.  | Tuna Luso        | 12  | 8 | 2 | 2  | 025:150 | +10   | 26     |
| 2.  | Central SC       | 12  | 7 | 1 | 4  | 016:150 | +1    | 22     |
| 3.  | Moto Club        | 12  | 5 | 3 | 4  | 024:170 | +7    | 18     |
| 4.  | Botafogo FC (PB) | 12  | 5 | 2 | 5  | 022:170 | +5    | 17     |
| 5.  | CA do Porto      | 12  | 5 | 1 | 6  | 015:130 | +2    | 16     |
| 6.  | FC Treze         | 12  | 5 | 1 | 6  | 016:170 | −1    | 16     |
| 7.  | ACD Potiguar     | 12  | 2 | 0 | 10 | 009:330 | −24   | 06     |

Gruppe B
| Pl. | Verein                  | Sp. | S | U | N | Tore    | Diff. | Punkte |
| --- | ----------------------- | --- | - | - | - | ------- | ----- | ------ |
| 1.  | SC Corinthians Alagoano | 12  | 8 | 3 | 1 | 016:800 | +8    | 27     |
| 2.  | Juazeiro SC             | 12  | 7 | 2 | 3 | 015:900 | +6    | 23     |
| 3.  | AD Confiança            | 12  | 5 | 3 | 4 | 010:110 | −1    | 18     |
| 4.  | CS Sergipe              | 12  | 5 | 2 | 5 | 015:140 | +1    | 17     |
| 5.  | AS Arapiraquense        | 12  | 4 | 3 | 5 | 011:130 | −2    | 15     |
| 6.  | Camaçari FC             | 12  | 3 | 3 | 6 | 013:110 | +2    | 12     |
| 7.  | Campinense Clube        | 12  | 1 | 2 | 9 | 009:230 | −14   | 05     |

Gruppe C
| Pl. | Verein                   | Sp. | S | U | N | Tore    | Diff. | Punkte |
| --- | ------------------------ | --- | - | - | - | ------- | ----- | ------ |
| 1.  | EC Flamengo              | 12  | 7 | 1 | 4 | 018:110 | +7    | 22     |
| 2.  | Ypiranga Clube           | 12  | 6 | 2 | 4 | 023:190 | +4    | 20     |
| 3.  | Tocantinópolis EC        | 12  | 6 | 1 | 5 | 016:140 | +2    | 19     |
| 4.  | Rio Branco FC            | 12  | 5 | 3 | 4 | 020:160 | +4    | 18     |
| 5.  | Baré EC                  | 12  | 5 | 2 | 5 | 021:150 | +6    | 17     |
| 6.  | Atlético Rio Negro Clube | 12  | 5 | 2 | 5 | 012:140 | −2    | 17     |
| 7.  | SC Genus de Porto Velho  | 12  | 2 | 1 | 9 | 016:370 | −21   | 07     |

Gruppe D
| Pl. | Verein                   | Sp. | S | U | N | Tore    | Diff. | Punkte |
| --- | ------------------------ | --- | - | - | - | ------- | ----- | ------ |
| 1.  | Operário FC (MT)         | 10  | 5 | 2 | 3 | 013:110 | +2    | 17     |
| 2.  | EC Dom Pedro Bandeirante | 10  | 4 | 3 | 3 | 011:900 | +2    | 15     |
| 3.  | Atlético Goianiense      | 10  | 4 | 3 | 3 | 009:900 | ±0    | 15     |
| 4.  | Goiânia EC               | 10  | 3 | 4 | 3 | 015:140 | +1    | 13     |
| 5.  | EC Comercial (MS)        | 10  | 3 | 2 | 5 | 009:100 | −1    | 11     |
| 6.  | Brasília FC              | 10  | 3 | 2 | 5 | 010:140 | −4    | 11     |
| 7.  | Interporto FC 1          | 0   | 0 | 0 | 0 | 000:000 | ±0    | 0      |

#### 1. Runde Modul Weiß
Gruppe E
| Pl. | Verein           | Sp. | S | U | N | Tore    | Diff. | Punkte |
| --- | ---------------- | --- | - | - | - | ------- | ----- | ------ |
| 1.  | Rio Branco EC    | 10  | 6 | 3 | 1 | 023:100 | +13   | 21     |
| 2.  | CA Juventus      | 10  | 6 | 3 | 1 | 020:100 | +10   | 21     |
| 3.  | Uberlândia EC    | 10  | 5 | 3 | 2 | 015:140 | +1    | 18     |
| 4.  | Nacional AC (SP) | 10  | 4 | 1 | 5 | 013:210 | −8    | 13     |
| 5.  | Volta Redonda FC | 10  | 2 | 3 | 5 | 010:140 | −4    | 09     |
| 6.  | EC São José      | 10  | 0 | 1 | 9 | 008:200 | −12   | 01     |
| 7.  | Rio Branco AC 2  | 0   | 0 | 0 | 0 | 000:000 | ±0    | 0      |

Gruppe F
| Pl. | Verein               | Sp. | S  | U | N | Tore    | Diff. | Punkte |
| --- | -------------------- | --- | -- | - | - | ------- | ----- | ------ |
| 1.  | Etti Jundiaí         | 12  | 10 | 1 | 1 | 040:800 | +32   | 31     |
| 2.  | Malutrom             | 12  | 6  | 4 | 2 | 021:150 | +6    | 22     |
| 3.  | União Bandeirante FC | 12  | 4  | 4 | 4 | 017:230 | −6    | 16     |
| 4.  | Madureira EC         | 12  | 3  | 5 | 4 | 020:150 | +5    | 14     |
| 5.  | AA Internacional     | 12  | 3  | 4 | 5 | 018:170 | +1    | 13     |
| 6.  | União EC             | 12  | 3  | 1 | 8 | 012:280 | −16   | 10     |
| 7.  | Comercial FC (RP)    | 12  | 3  | 1 | 8 | 009:310 | −22   | 10     |

Gruppe G
| Pl. | Verein           | Sp. | S | U | N | Tore    | Diff. | Punkte |
| --- | ---------------- | --- | - | - | - | ------- | ----- | ------ |
| 1.  | Olímpia FC       | 12  | 5 | 5 | 2 | 016:110 | +5    | 20     |
| 2.  | Friburguense AC  | 12  | 4 | 6 | 2 | 011:100 | +1    | 18     |
| 3.  | SE Matonense     | 12  | 4 | 5 | 3 | 015:130 | +2    | 17     |
| 4.  | São Cristóvão FR | 12  | 4 | 4 | 4 | 013:160 | −3    | 16     |
| 5.  | Mogi Mirim EC    | 12  | 3 | 7 | 2 | 023:170 | +6    | 16     |
| 6.  | Ipatinga FC      | 12  | 3 | 4 | 5 | 016:200 | −4    | 13     |
| 7.  | União Barbarense | 12  | 2 | 3 | 7 | 012:190 | −7    | 09     |

Gruppe H
| Pl. | Verein                | Sp. | S | U | N | Tore    | Diff. | Punkte |
| --- | --------------------- | --- | - | - | - | ------- | ----- | ------ |
| 1.  | Rio Branco SC         | 10  | 6 | 3 | 1 | 016:800 | +8    | 21     |
| 2.  | AA Portuguesa (SP)    | 10  | 5 | 4 | 1 | 019:900 | +10   | 19     |
| 3.  | EC Santo André        | 10  | 3 | 3 | 4 | 011:140 | −3    | 12     |
| 4.  | Ituano FC             | 10  | 3 | 2 | 5 | 010:100 | ±0    | 11     |
| 5.  | Olaria AC             | 10  | 3 | 2 | 5 | 009:100 | −1    | 11     |
| 6.  | EC Internacional (RS) | 10  | 2 | 2 | 6 | 007:210 | −14   | 08     |

### 2. Runde Gruppen Grün und Weiß
In der zweiten Runde traten die Mannschaften in Gruppen von vier Teams gegeneinander an. Die der Gruppenerste und die zwei besten Gruppenzweiten qualifizierten sich für die Endrunde in diesen Gruppen.

#### 2. Runde Modul Grün
Gruppe 1
| Pl. | Verein         | Sp. | S | U | N | Tore    | Diff. | Punkte |
| --- | -------------- | --- | - | - | - | ------- | ----- | ------ |
| 1.  | Juazeiro SC    | 6   | 4 | 0 | 2 | 013:700 | +6    | 12     |
| 2.  | Tuna Luso      | 6   | 4 | 0 | 2 | 008:900 | −1    | 12     |
| 3.  | Ypiranga Clube | 6   | 3 | 0 | 3 | 010:100 | ±0    | 09     |
| 4.  | Moto Club      | 6   | 1 | 0 | 5 | 007:120 | −5    | 03     |

Gruppe 2
| Pl. | Verein                   | Sp. | S | U | N | Tore    | Diff. | Punkte |
| --- | ------------------------ | --- | - | - | - | ------- | ----- | ------ |
| 1.  | Central SC               | 6   | 3 | 1 | 2 | 009:700 | +2    | 10     |
| 2.  | Tocantinópolis EC        | 6   | 3 | 0 | 3 | 008:100 | −2    | 09     |
| 3.  | SC Corinthians Alagoano  | 6   | 2 | 2 | 2 | 011:900 | +2    | 08     |
| 4.  | EC Dom Pedro Bandeirante | 6   | 1 | 3 | 2 | 007:800 | −1    | 06     |

Gruppe 3
| Pl. | Verein           | Sp. | S | U | N | Tore    | Diff. | Punkte |
| --- | ---------------- | --- | - | - | - | ------- | ----- | ------ |
| 1.  | Moto Club        | 6   | 3 | 2 | 1 | 008:800 | ±0    | 11     |
| 2.  | Operário FC (MT) | 6   | 2 | 2 | 2 | 008:120 | −4    | 08     |
| 3.  | EC Flamengo      | 6   | 2 | 1 | 3 | 013:110 | +2    | 07     |
| 4.  | AD Confiança     | 6   | 2 | 1 | 3 | 011:900 | +2    | 07     |

#### 2. Runde Modul Weiß
Gruppe 4
| Pl. | Verein          | Sp. | S | U | N | Tore    | Diff. | Punkte |
| --- | --------------- | --- | - | - | - | ------- | ----- | ------ |
| 1.  | Malutrom        | 6   | 4 | 2 | 0 | 010:300 | +7    | 14     |
| 2.  | Rio Branco EC   | 6   | 3 | 0 | 3 | 008:600 | +2    | 09     |
| 3.  | Friburguense AC | 6   | 1 | 2 | 3 | 004:600 | −2    | 05     |
| 4.  | EC Santo André  | 6   | 1 | 2 | 3 | 005:120 | −7    | 05     |

Gruppe 5
| Pl. | Verein             | Sp. | S | U | N | Tore    | Diff. | Punkte |
| --- | ------------------ | --- | - | - | - | ------- | ----- | ------ |
| 1.  | Etti Jundiaí       | 6   | 4 | 1 | 1 | 013:700 | +6    | 13     |
| 2.  | AA Portuguesa (SP) | 6   | 2 | 2 | 2 | 007:700 | ±0    | 08     |
| 3.  | CA Juventus        | 6   | 2 | 1 | 3 | 011:700 | +4    | 07     |
| 4.  | SE Matonense       | 6   | 1 | 2 | 3 | 004:140 | −10   | 05     |

Gruppe 6
| Pl. | Verein               | Sp. | S | U | N | Tore    | Diff. | Punkte |
| --- | -------------------- | --- | - | - | - | ------- | ----- | ------ |
| 1.  | Uberlândia EC        | 6   | 3 | 2 | 1 | 011:700 | +4    | 11     |
| 2.  | Olímpia FC           | 6   | 3 | 2 | 1 | 007:500 | +2    | 11     |
| 3.  | Rio Branco SC        | 6   | 3 | 2 | 1 | 006:500 | +1    | 11     |
| 4.  | União Bandeirante FC | 6   | 0 | 0 | 6 | 005:120 | −7    | 0      |

### Final-Runde Gruppen Grün und Weiß
In der Finalrunde der beiden Gruppen traten zunächst jeweils vier Mannschaften in zwei Gruppen gegeneinander an. Die beiden Gruppensieger spielten dann das Gruppenfinale in Hin- und Rückspiel aus. Der Sieger dieses Finales qualifizierte sich für die Gesamt-Endrunde.
Gruppe 1
| Pl. | Verein        | Sp. | S | U | N | Tore    | Diff. | Punkte |
| --- | ------------- | --- | - | - | - | ------- | ----- | ------ |
| 1.  | Uberlândia EC | 6   | 3 | 2 | 1 | 010:400 | +6    | 11     |
| 2.  | Juazeiro SC   | 6   | 3 | 2 | 1 | 006:400 | +2    | 11     |
| 3.  | Olímpia FC    | 6   | 2 | 2 | 2 | 008:500 | +3    | 08     |
| 4.  | Central SC    | 6   | 0 | 2 | 4 | 003:140 | −11   | 02     |

Gruppe 2
| Pl. | Verein       | Sp. | S | U | N | Tore    | Diff. | Punkte |
| --- | ------------ | --- | - | - | - | ------- | ----- | ------ |
| 1.  | Malutrom     | 6   | 3 | 2 | 1 | 012:110 | +1    | 11     |
| 2.  | Tuna Luso    | 6   | 3 | 0 | 3 | 009:110 | −2    | 09     |
| 3.  | Etti Jundiaí | 6   | 2 | 2 | 2 | 015:600 | +9    | 08     |
| 4.  | Moto Club    | 6   | 1 | 2 | 3 | 009:170 | −8    | 05     |

Finale
|               | Gesamt |          | Hinspiel | Rückspiel |
| ------------- | ------ | -------- | -------- | --------- |
| Uberlândia EC | 3:4    | Malutrom | 1:1      | 2:3       |

## Endrunde

### Achtelfinale
|                  | Gesamt |                      | Hinspiel | Rückspiel |
| ---------------- | ------ | -------------------- | -------- | --------- |
| SC Internacional | 2:1    | Athletico Paranaense | 0:0      | 2:1       |
| Clube do Remo    | 1:3    | Sport Recife         | 1:2      | 0:1       |
| Paraná Clube     | 4:1    | Goiás EC             | 1:1      | 3:0       |
| AD São Caetano   | 4:3    | Fluminense FC        | 3:3      | 1:0       |
| Malutrom         | 1:4    | Cruzeiro EC          | 0:3      | 1:1       |
| Grêmio FBPA      | 2:2    | AA Ponte Preta       | 1:0      | 1:2       |
| EC Bahia         | 5:6    | CR Vasco da Gama     | 3:3      | 2:3       |
| SE Palmeiras     | 3:2    | FC São Paulo         | 1:1      | 2:1       |

### Viertelfinale
|                  | Gesamt |                | Hinspiel | Rückspiel |
| ---------------- | ------ | -------------- | -------- | --------- |
| SC Internacional | 3:4    | Cruzeiro EC    | 1:1      | 2:3       |
| Grêmio FBPA      | 3:2    | Sport Recife   | 2:1      | 1:1       |
| CR Vasco da Gama | 3:2    | Paraná Clube   | 3:1      | 0:1       |
| SE Palmeiras     | 5:6    | AD São Caetano | 3:4      | 2:2       |

### Halbfinale
|                  | Gesamt |             | Hinspiel | Rückspiel |
| ---------------- | ------ | ----------- | -------- | --------- |
| AD São Caetano   | 6:3    | Grêmio FBPA | 3:2      | 3:1       |
| CR Vasco da Gama | 5:3    | Cruzeiro EC | 2:2      | 3:1       |

### Finale

#### Hinspiel
In der 23. Minute kam es zu einem Unglück im Stadion. Ein Zaun gab dem Druck der dahinterstehenden Fans nach. Infolgedessen wurden 168 Personen verletzt, drei davon schwer. Der Schiedsrichter wollte zwei Stunden später das Spiel wieder anpfeifen. Der übertragende Fernsehsender Rede Globo, drang auf eine Fortsetzung der Partie. Gouverneur Anthony Garotinho untersagte dieses und ließ das Spiel abbrechen. Die Fortsetzung erfolgte drei Tage später am 30. Dezember im selben Stadion.
| AD São Caetano | AD São Caetano | CR Vasco da Gama | CR Vasco da Gama |
| --- | --- | --- | ---------------- |
| AD São Caetano | \| 27. Dezember 2000 um 21:40 Uhr (Abbruch 23. Minute – Fortsetzung am 30. Dezember 2000) in São Paulo (Estádio Palestra Itália) \| \| Ergebnis: 1:1 (1:1) \| \| Zuschauer: 29.288 \| \| Schiedsrichter: Carlos Simon \| | \| 27. Dezember 2000 um 21:40 Uhr (Abbruch 23. Minute – Fortsetzung am 30. Dezember 2000) in São Paulo (Estádio Palestra Itália) \| \| Ergebnis: 1:1 (1:1) \| \| Zuschauer: 29.288 \| \| Schiedsrichter: Carlos Simon \| | CR Vasco da Gama |
| AD São Caetano | Silvio Luiz, Japinha, Daniel, Serginho, César, Adãozinho, Claudecir, Aílton Delfino, Esquerdinha, Adhemar, Wágner (Zinho) Cheftrainer: Jair Picerni                                                                      | Helton, Clébson, Odvan, Júnior Baiano, Jorginho Paulista, Juninho Paulista, Nasa, Jorginho (Henrique), Paulo Miranda, Euller (Pedrinho), Romário Cheftrainer: Joel Santana                                               | CR Vasco da Gama |
| AD São Caetano | 1:0 César (14.) | 1:1 Romário (27.) | CR Vasco da Gama |
| AD São Caetano | Esquerdinha (18.), Aílton Delfino (64.) | Paulo Miranda (43.), Odvan (65.), Romário (68.), Jorginho Paulista (84.) | CR Vasco da Gama |
| 27. Dezember 2000 um 21:40 Uhr (Abbruch 23. Minute – Fortsetzung am 30. Dezember 2000) in São Paulo (Estádio Palestra Itália) | | |                  |
| Ergebnis: 1:1 (1:1) | | |                  |
| Zuschauer: 29.288 | | |                  |
| Schiedsrichter: Carlos Simon                                                                                                  | | |                  |

#### Rückspiel
| CR Vasco da Gama                                          | CR Vasco da Gama | AD São Caetano | AD São Caetano |
| --------------------------------------------------------- | --- | --- | -------------- |
| CR Vasco da Gama                                          | \| 18. Januar 2001 um 16:00 Uhr in Rio de Janeiro (Maracanã) \| \| Ergebnis: 3:1 (2:1) \| \| Zuschauer: 31.761 \| \| Schiedsrichter: Márcio Rezende de Freitas \|                                 | \| 18. Januar 2001 um 16:00 Uhr in Rio de Janeiro (Maracanã) \| \| Ergebnis: 3:1 (2:1) \| \| Zuschauer: 31.761 \| \| Schiedsrichter: Márcio Rezende de Freitas \|   | AD São Caetano |
| CR Vasco da Gama                                          | Helton, Clébson, Odvan, Júnior Baiano, Jorginho Paulista, Juninho Paulista (Pedrinho), Nasa, Jorginho (Henrique), Juninho Pernambucano (Paulo Miranda), Euller, Romário Cheftrainer: Joel Santana | Silvio Luiz, Japinha (Gilmar), Daniel, Serginho, César, Adãozinho, Claudecir, Aílton Delfino (Leto), Esquerdinha (Zinho), Adhemar, Wágner Cheftrainer: Jair Picerni | AD São Caetano |
| CR Vasco da Gama                                          | 1:0 Juninho Pernambucano (30.) 2:0 Jorginho Paulista (39.) 3:1 Romário (53.) | 2:1 Adãozinho (37.) | AD São Caetano |
| CR Vasco da Gama                                          | Euller (42.), Pernambucano (44.), Romário (57.) | Serginho (42.), César (43.), Gilmar (72.), Claudecir (75.) | AD São Caetano |
| 18. Januar 2001 um 16:00 Uhr in Rio de Janeiro (Maracanã) | | |                |
| Ergebnis: 3:1 (2:1)                                       | | |                |
| Zuschauer: 31.761                                         | | |                |
| Schiedsrichter: Márcio Rezende de Freitas                 | | |                |

## Abschlusstabelle
Die Tabelle weist das offizielle Ranking aller teilnehmenden Vereine aus.
| Rang | Verein                   |
| ---- | ------------------------ |
| 01.  | CR Vasco da Gama         |
| 02.  | AD São Caetano           |
| 03.  | Cruzeiro EC 3            |
| 04.  | Grêmio FBPA              |
| 05.  | Paraná Clube             |
| 06.  | SE Palmeiras 4           |
| 07.  | SC Internacional         |
| 08.  | Sport Recife             |
| 09.  | AA Ponte Preta           |
| 010. | Fluminense FC            |
| 011. | EC Bahia                 |
| 012. | FC São Paulo             |
| 013. | Athletico Paranaense     |
| 014. | Goiás EC                 |
| 015. | Malutrom                 |
| 016. | Clube do Remo            |
| 017. | Guarani FC               |
| 018. | FC Santos                |
| 019. | CR Flamengo              |
| 020. | Botafogo FR              |
| 021. | Portuguesa               |
| 022. | EC Vitória               |
| 023. | América Mineiro          |
| 024. | Atlético Mineiro         |
| 025. | EC Juventude             |
| 026. | SE Gama                  |
| 027. | Coritiba FC              |
| 028. | SC Corinthians (M)       |
| 029. | Santa Cruz FC            |
| 030. | Paysandu SC              |
| 031. | SER Caxias               |
| 032. | Náutico Capibaribe       |
| 033. | Fortaleza EC             |
| 034. | Bangu AC                 |
| 035. | Figueirense FC           |
| 036. | Botafogo FC (SP)         |
| 037. | Avaí FC                  |
| 038. | São Raimundo EC (AM)     |
| 039. | Criciúma EC              |
| 040. | Sampaio Corrêa FC        |
| 041. | CRB                      |
| 042. | AA Anapolina             |
| 043. | SD Serra FC              |
| 044. | ABC Natal                |
| 045. | Ríver AC                 |
| 046. | Joinville EC             |
| 047. | América FC (RN)          |
| 048. | Ceará SC                 |
| 049. | America FC (RJ)          |
| 050. | CSA                      |
| 051. | Americano FC (RJ)        |
| 052. | União São João EC        |
| 053. | Nacional FC (AM)         |
| 054. | XV de Novembro           |
| 055. | CN Marcílio Dias         |
| 056. | CA Bragantino            |
| 057. | Ferroviária              |
| 058. | Grêmio Brasil            |
| 059. | Villa Nova AC            |
| 060. | Vila Nova FC             |
| 061. | Londrina EC              |
| 062. | CA Bandeirante           |
| 063. | Uberlândia EC            |
| 064. | Etti Jundiaí             |
| 065. | Tuna Luso                |
| 066. | Juazeiro SC              |
| 067. | Olímpia FC               |
| 068. | Central SC               |
| 069. | Moto Club                |
| 070. | SC Corinthians Alagoano  |
| 071. | Rio Branco SC            |
| 072. | Rio Branco EC            |
| 073. | EC Flamengo              |
| 074. | Ypiranga Clube           |
| 075. | CA Juventus              |
| 076. | Tocantinópolis EC        |
| 077. | AA Portuguesa (SP)       |
| 078. | AD Confiança             |
| 079. | Operário FC (MT)         |
| 080. | Friburguense AC          |
| 081. | SE Matonense             |
| 082. | EC Dom Pedro Bandeirante |
| 083. | Atlético Goianiense      |
| 084. | União Bandeirante FC     |
| 085. | EC Santo André           |
| 086. | Rio Branco FC            |
| 087. | Baré EC                  |
| 088. | Botafogo FC (PB)         |
| 089. | CS Sergipe               |
| 090. | Atlético Rio Negro Clube |
| 091. | CA do Porto              |
| 092. | FC Treze                 |
| 093. | São Cristóvão FR         |
| 094. | Mogi Mirim EC            |
| 095. | AS Arapiraquense         |
| 096. | Madureira EC             |
| 097. | Nacional AC (SP)         |
| 098. | AA Internacional         |
| 099. | Goiânia EC               |
| 100. | Ipatinga FC              |
| 101. | Camaçari FC              |
| 102. | Ituano FC                |
| 103. | EC Comercial (MS)        |
| 104. | Olaria AC                |
| 105. | Brasília FC              |
| 106. | União EC                 |
| 107. | Comercial FC (RP)        |
| 108. | Volta Redonda FC         |
| 109. | União Barbarense         |
| 110. | EC Internacional (RS)    |
| 111. | SC Genus de Porto Velho  |
| 112. | ACD Potiguar             |
| 113. | Campinense Clube         |
| 114. | EC São José              |
| 115. | Interporto FC            |
| 115. | Rio Branco AC            |

| (M) | Meister des Vorjahres |

## Torschützenliste
| Pl. | Nat.        | Spieler     | Verein         | Tore    |
| --- | ----------- | ----------- | -------------- | ------- |
| 1   | Brasilianer | Adhemar     | AD São Caetano | 22 Tore |
| 2   | Brasilianer | Dill        | Goiás          | 20 Tore |
| 2   | Brasilianer | Magno Alves | Fluminense     | 20 Tore |
| 2   | Brasilianer | Romário     | Vasco da Gama  | 20 Tore |

Liste der Fußball-Torschützenkönige Série A (Brasilien)